# Portfolio européen des langues
Pour les articles homonymes, voir PEL et ELP.
Le Portfolio européen des langues (aussi connu comme PEL ou ELP), rédigé par le Conseil de l'Europe en 1997, est un document qui sert à démontrer à travers un passeport, un dossier et une « biographie langagière », les capacités linguistiques, communicatives et culturelles d'une personne concernant les différentes langues qu'elle pratique.
Ce portfolio est proposé dans tous les pays européens. En France, il est édité conjointement par le CRDP de l'Académie de Caen et les éditions Didier. Le portfolio standard s'adresse aux adultes et aux lycéens. Il existe en outre un portfolio pour l'enseignement primaire (« Mon premier portfolio », pour les 8-11 ans) et un autre pour le collège.